# Gare de Hikone
La gare de Hikone (彦根駅, Hikone-eki) est une gare ferroviaire située à Hikone, dans la préfecture de Shiga au Japon.

## Situation ferroviaire
La gare se trouve au (PK) point kilométrique 451,9 de la ligne principale Tōkaidō du réseau JR West et au PK 5,8 de la ligne principale Ohmi.

## Histoire
Le service de la ligne Tōkaidō ouvre le 1er juillet 1889.
Le service du réseau Ohmi Railway ouvre le 1er juin 1898

## Service des voyageurs

### Accueil
La gare JR possède 2 quais qui servent 2 voies. Les deux voies sont reliés aux machines de billets sur le pont au-dessus des voies. La gare Ohmi Railway se compose d'un quai central encadré de 2 voies.

### Desserte

#### JR West
- Ligne Biwako :
  - voie 1 : direction Maibara, Nagahama et Ōgaki
  - voie 2 : direction Kyoto et Osaka

#### Ohmi Railway
- Ligne principale Ohmi Railway : 
  - voie 1 : direction Yōkaichi
  - voie 2 : direction Maibara